# سهمیه‌بندی

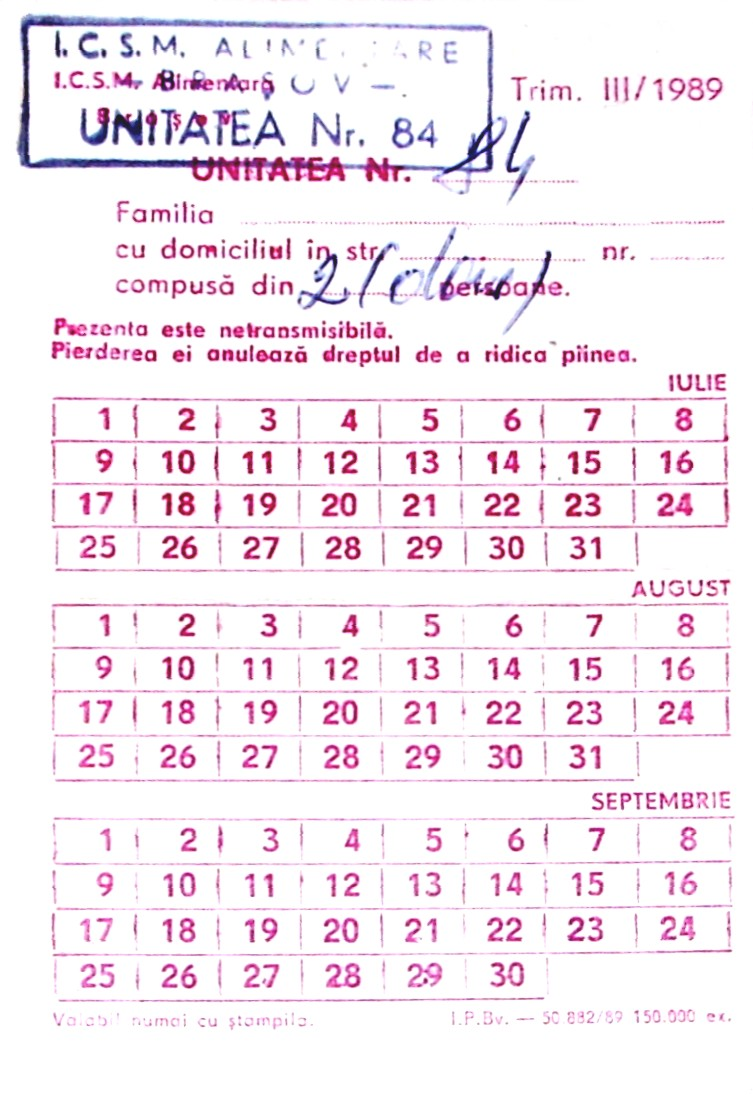
کارت جیره رومانیایی ۱۹۸۹

سهمیه‌بندی یا جیره‌بندی  عبارت است از توزیع کنترل شده خدمات یا کالای کمیاب یا خدمات یا اعمال محدودیت‌های مصنوعی بر تقاضا برای کالاها یا خدمات. به مقدار مجاز سهم روزانه یا دوره‌ای فرد از هرچیز، جیره یا سهمیه گفته می‌شود.
سهمیه بندی اغلب برای نگه داشتن قیمت چیزی در زیر قیمت تعادلی (قیمت تعیین شده توسط فرایند عرضه و تقاضا در یک بازار آزاد) مورد استفاده قرار می‌گیرد؛ بنابراین سهمیه بندی می‌تواند مکملی برای کنترل قیمت باشد. برای مثال در مواجه با بحران انرژی ۱۹۷۳ بسیاری از کشورها شروع به سهمیه‌بندی بنزین کردند.
یک دلیل برای تعیین قیمت پایین‌تر از قیمت تعادلی بازار آزاد وجود کمبود در مواد مورد نظر است که باعث خواهد شد تا قیمت کالا بسیار بالا رود. افزایش قیمت‌ها در هنگام کمبود مواد و کالاها برای بسیاری ناخوشایند است چرا که با توان خرید آنها سازگار نیست. برخی اقتصاددانان سنتی در عوض معتقدند که افزایش قیمت باعث کاهش دورریز و اسراف و همچنین تمایل برای افزایش تولید خواهد شد.
سهمیه بندی با استفاده از کوپن (بن جیره غذایی) یکی از انواع سهمیه‌بندی بدون نرخ است. برای مثال صف بستن برای دریافت کالاها یکی از این روشهاست. تقسیم زوج و فرد یا نحوه ورود خودروها به خیابانها نیز نوعی زمان‌بندی ورود و خروج است که ممکن است منجر به راهبندان شود.
سهمیه‌بندی ممکن است منجر به فروش غیرقانونی کالاها در بازار سیاه شود.

## جیره‌بندی برای غیرنظامیان
سهمیه‌بندی یا جیره‌بندی کالاها و خدمات برای شهروندان غیرنظامی در زمان جنگ کار رایجی است. برای مثال هر فرد ممکن است «سهمیه کوپن» دریافت کند که به او اجازه می‌دهد مقدار مشخصی از محصول را طی ماه خریداری کند. جیره‌بندی اغلب شامل مواد غذایی و سایر ملزوماتی است که علی‌رغم تقاضا، عرضه‌شان کم باشد از جمله لاستیک، تایر، کفش چرمی، لباس و سوخت.
در مواقع اضطراری مانند وقوع بلایای طبیعی یا حمله تروریستی نیز سهمیه بندی صورت می‌گیرد. در ایالات متحده، سازمان مدیریت بحران فدرال (FEMA) دستورالعملهایی برای سهمیه بندی مواد غذایی و منابع آب برای شهروندان غیرنظامی در مواقع اضطراری منتشر کرده است. برای مثال بر اساس دستورالعمهای FEMA هر فرد باید حدود یک لیترآب روزانه دریافت کند که برای کودکان و افراد ناتوان این مقدار بیشتر خواهد بود.

### ریشه

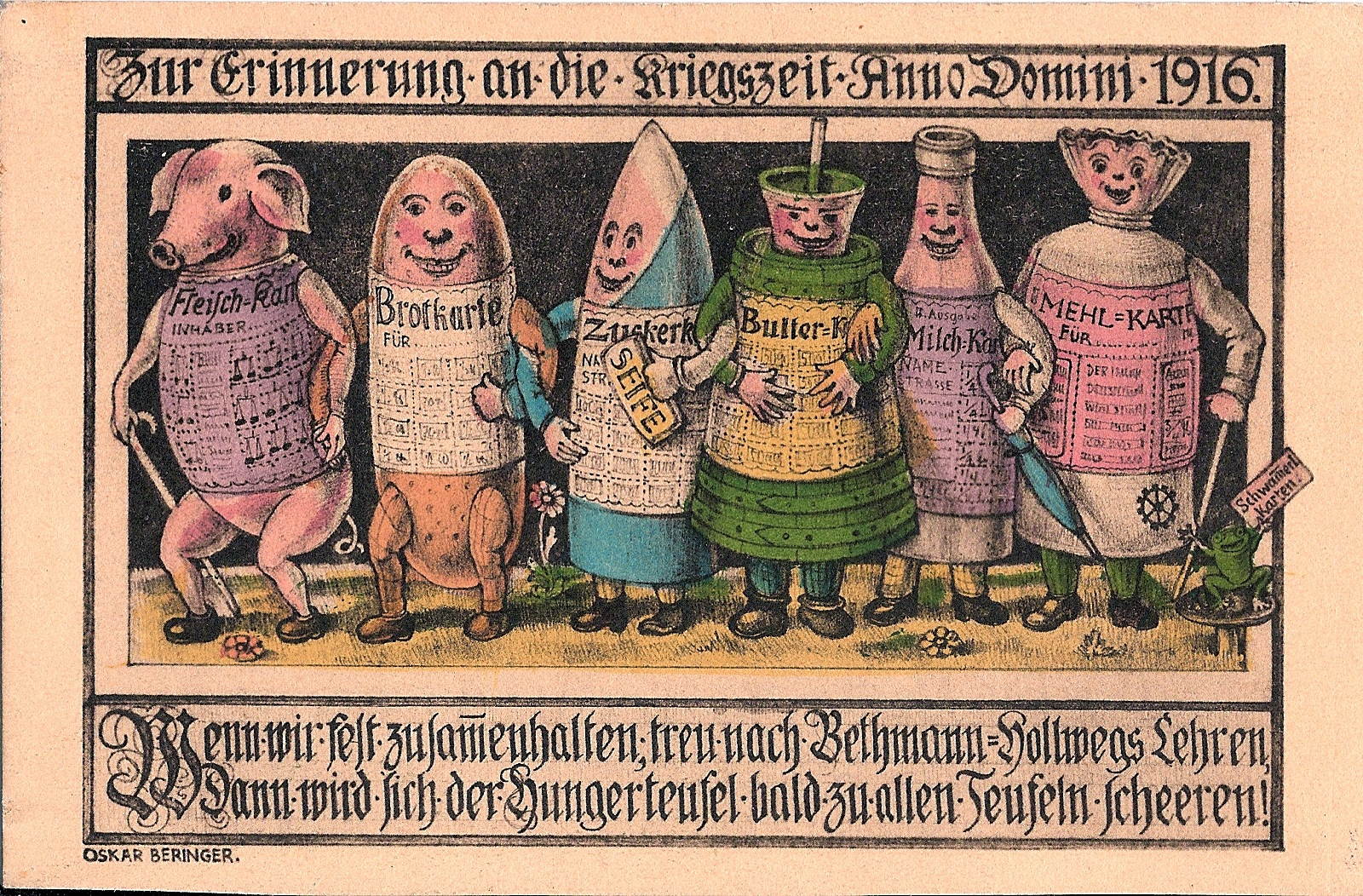
پوستری از جنگ جهانی اول مربوط به دولت آلمان در توصیف سهمیه بندی با personifications گوشت و نان و شکر و کره و شیر و آرد (۱۹۱۶).

محاصره نظامی در طول تاریخ اغلب منجر به کمبود مواد غذایی و دیگر مواد مصرفی ضروری شده است. در چنین شرایطی سهمیه اختصاص داده شده به یک فرد اغلب بر اساس سن و جنس و نژاد یا جایگاه اجتماعی وی صورت می‌گرفت است. در طول محاصره لکنو (بخشی از , شورش ۱۸۵۷) هر زن سه چهارم از جیره غذایی یک مرد و کودکان تنها نیمی از سهمیه یک مرد را دریافت می‌کردند.: 71  در طول محاصره Ladysmith در مراحل اولیه جنگ بوئر در سال ۱۹۰۰، سفیدپوستان بزرگسال دریافتی شبیه سربازان داشتند ولی کودکان نیمی از آن را می‌گرفتند. جیره غذایی برای مردم هند و مردم سیاه پوست به طور قابل توجهی کمتر بود.: 266–272 
اولین نظام سهمیه بندی مدرن جنگ جهانی اولصورت گرفت
سهمیه بندی در جنگ جهانی دوم رایج شد. کوپن سهمیه برای این مورد رواج یافت که به هر خانواده تخصیص می‌یافت. در دهه ۱۹۴۰ به دلیل کمبود آذوقه، سهمیه بندی در کشورهای جنگزده رایج بود.

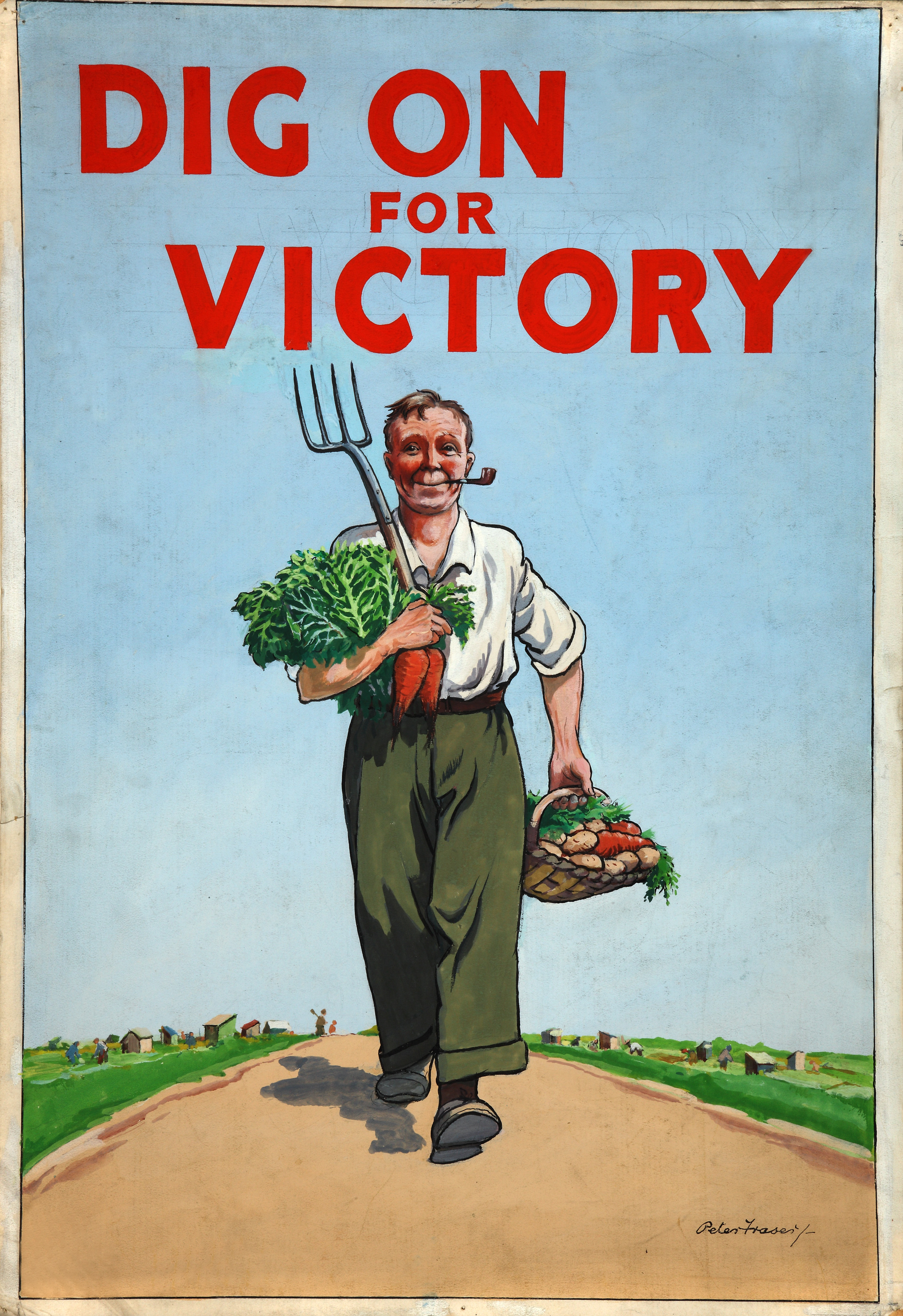
پوستر برای «باغ پیروزی» کمپین تشویق آمریکاییها به کشت مواد مکمل غذای مورد نیاز خود.

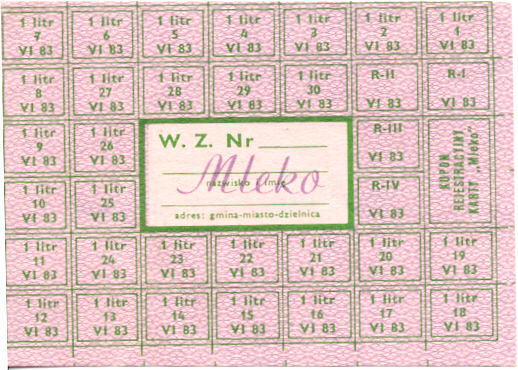
کوپن سهمیه شیر لهستان از ۱۹۸۱–۱۹۸۳.

در طول تاریخ سهمیه بندی برای افراد غیرنظامی در زمان صلح نیز وجود داشته است که در اقتصادهای بسیار متمرکز و برنامه‌ریزی شده رایج است.

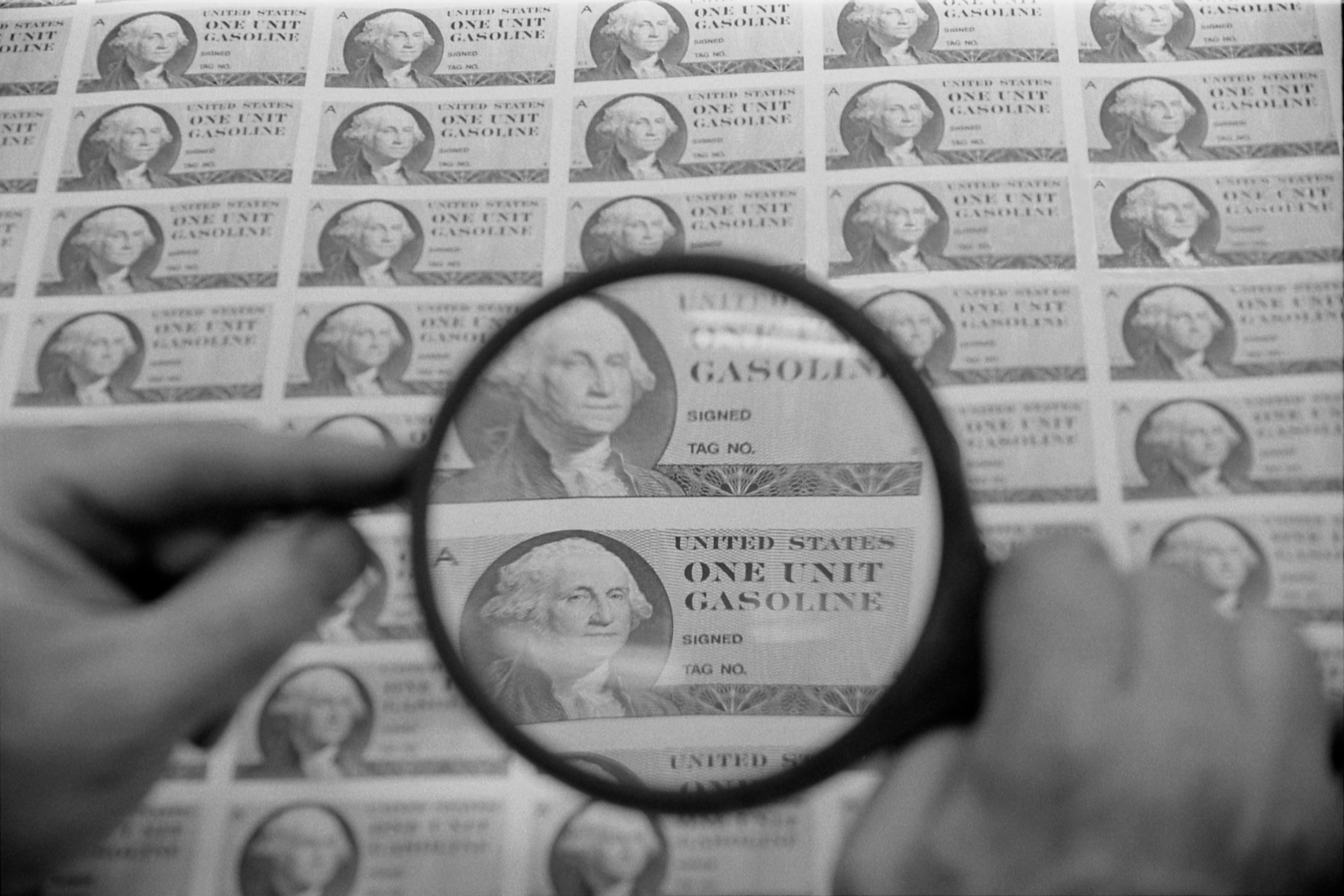
کوپن بنزین در ایالات متحده در نتیجه بحران نفتی سال ۱۹۷۳.

### یادداشت
1. ↑  "Food and Water in an Emergency" (PDF). FEMA.
2. ↑  Inglis, Julia Selina (1892). The siege of Lucknow: a diary (1892). London: James R. Osgood, McIlvaine & Co.
3. ↑  Nevinson, Henry Wood (1900). Ladysmith: The Diary of a Siege (1900). New Amsterdam Book co.
4. ↑  Nicol, Patricia (2010). Sucking Eggs. Vintage Books. ISBN 978-0-09-952112-9.